# Brandonnet

Brandonnet este o comună în departamentul Aveyron din sudul Franței. În 1 ianuarie 2022 avea o populație de 291 de locuitori.